# Stefania Bartczak
Stefania Bartczak z domu Krzewińska (ur. 19 grudnia 1911 r.) – polska Sprawiedliwa wśród Narodów Świata

## Życiorys
Przed wybuchem II wojny światowej Bartczak pracowała w warszawskiej fabryce należącej do żydowskiego małżeństwa Albiny i Kazimierza Lewich. Podczas okupacji niemieckiej została zatrudniona na terenie getta przy ulicy Leszno 15, w firmie produkującej medykamenty dla Niemców, w Pollaborze, gdzie był też zatrudniony szwagier Albiny Lewi. Bartczak pomogła w ucieczce z getta Albinie Lewi wiosną 1942 r. Bratanek Bartczak, Paweł Gołąbek, wyprowadził z getta Lewi z jej 11-letnią córką Izabelą przez budynki sądy położone przy ulicy Leszno. Po dwóch miesiącach od ucieczki z getta Bartczak odebrała Izabelę Lewi z dotychczasowej kryjówki i przewiozła ją na ulicę Kaczą 21 do rodziny swojego męża, Stefana Bartczaka. Zorganizowała dla dziecka fałszywą metrykę chrztu na swoje panieńskie nazwisko Krzewińska. Po urodzeniu córki Elżbiety przeprowadziła się z nią i Izabelą Lewi do wsi Michalin nieopodal Warszawy, a później do Chojnowa-Pilawy koło Piaseczna. Przebywając tam, Bartczak zaopiekowała się Józefem Rozenbadem, również dzieckiem zbiegłym z warszawskiego getta. Płaciła za utrzymanie dwójki dodatkowych dzieci i przedstawiała jako swoich krewnych: Izabelę podawała za swoją bratanicę, a Józefa za nieślubne dziecko. Po wyzwoleniu regionu przez Armię Czerwoną Izabelę odnalazł stryj i umieścił w sierocińcu w Falenicy, natomiast po 8 miesiącach, w listopadzie 1945 r., dziecko zostało odebrane przez biologiczną matkę. Po przeprowadzce do Łodzi Albina i Izabela Lewi (później Owczarek) pozostały w bliskim kontakcie ze Stefanią Bartczak, która również osiedliła się w Łodzi po zakończeniu okupacji niemieckiej. Z kolei Józef Rozenbadem wyemigrował do Monachium.
15 lipca 1998 r. Stefania Bartczak została odznaczona przez Jad Waszem medalem Sprawiedliwy wśród Narodów Świata.